# Secuieni (Neamţ)
Secuieni é uma comuna romena localizada no distrito de Neamţ, na região de Moldávia. A comuna possui uma área de 80.78 km² e sua população era de 3543 habitantes segundo o censo de 2007.